# Camini
Camini (Kaminion, Καμίνιον in greco antico; Camèno in greco-calabro) è un comune italiano di 805 abitanti della città metropolitana di Reggio Calabria in Calabria.

## Geografia fisica
Il territorio di Camini si estende per 17,41 km nel territorio della Locride, lungo la Costa dei Gelsomini, in provincia di Reggio Calabria. Il centro abitato si trova a 138 km dal capoluogo ed è posto a 300 metri sul livello del mare, lungo il versante sud-orientale delle Serre.

## Origini del nome
Il nome di Camini deriva dal nome greco Kaminion, che significa camino o fornace, in quanto il paese era caratterizzato dalla presenza di alcune fornaci per la produzione di manufatti in ceramica.

## Storia

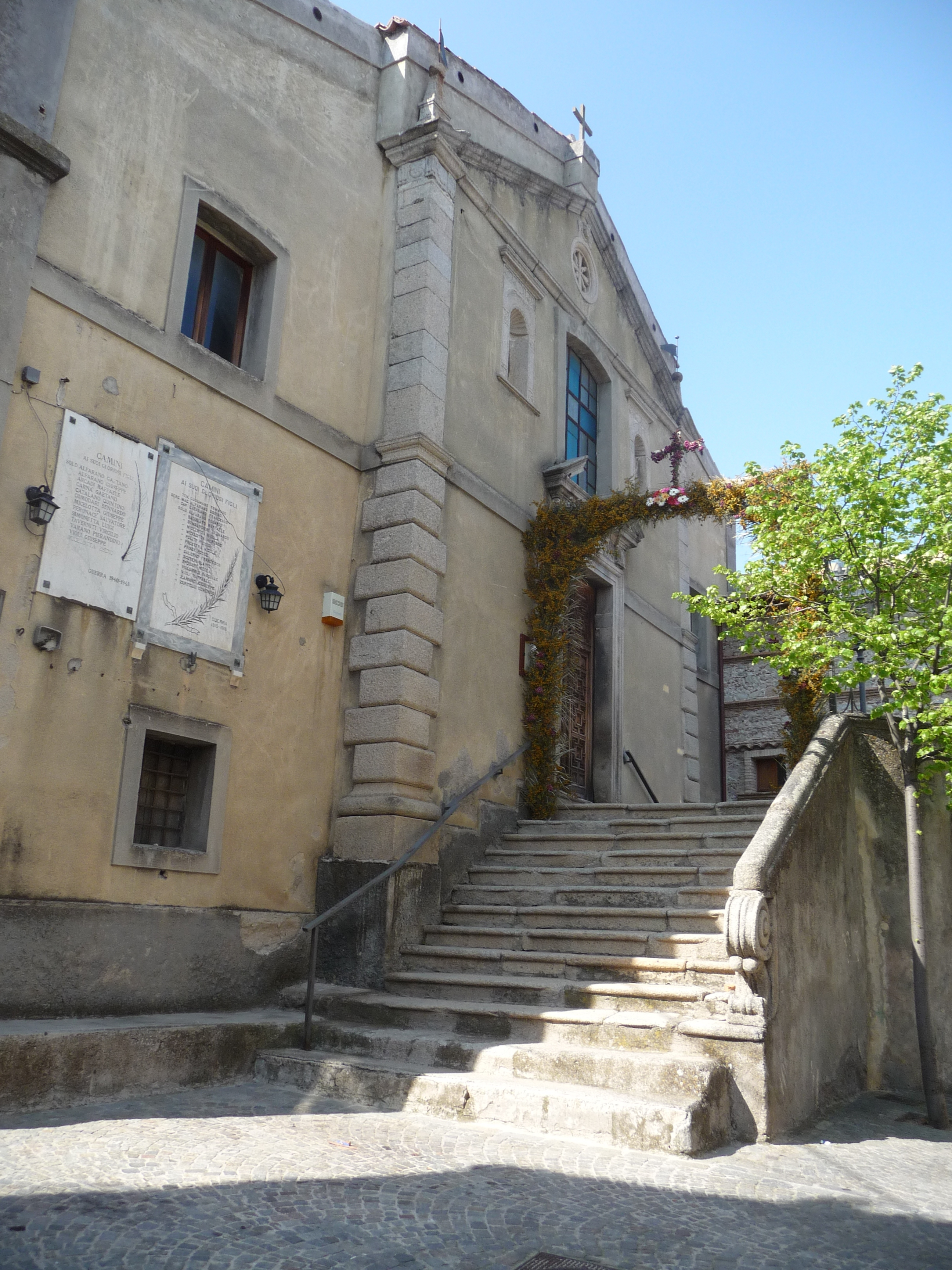
Chiesa di Santa Maria Assunta in Cielo

Camini, detto anche "Cameno", sorse come casale di Stilo intorno al VII secolo, periodo prospero per il paese, sebbene vi siano tracce di insediamenti anteriori a questo periodo.
Infatti, in contrada Jeritano, vicino alla costa, è stata trovata una tomba a fossa terragna con copertura di laterizi del VI secolo a.C. riconducibile ad una fattoria bruzia.
La contrada San Leonte (in dialetto locale: Sagghjuonti), insieme al suo monastero eretto nella seconda metà dell'XI secolo, nei pressi di località Sagghjiuonti fu donata nel 1212 da Federico II alla Certosa di Santo Stefano (oggi Certosa di Serra San Bruno).
Gravemente danneggiato dal terremoto del 1783, Camini venne eretto a Comune autonomo nel 1806 da Giuseppe Bonaparte, dopo la legge sull'eversione della feudalità: il primo sindaco del paese fu Francesco Pileggi, in carica dal 1806 al 1809. Dopo la restaurazione borbonica,  il comune fece parte del Distretto di Gerace, mentre con l'avvento dell'Unità d'Italia e la conseguente riorganizzazione amministrativa,  entrò a far parte del Circondario di Gerace, incluso nel mandamento X di Stilo.

### Simboli
Lo stemma e il gonfalone sono stati concessi con DPR del 9 settembre 1999.
Stemma
Gonfalone

## Monumenti e luoghi d'interesse
- 'A Turri, torre del XVI secolo

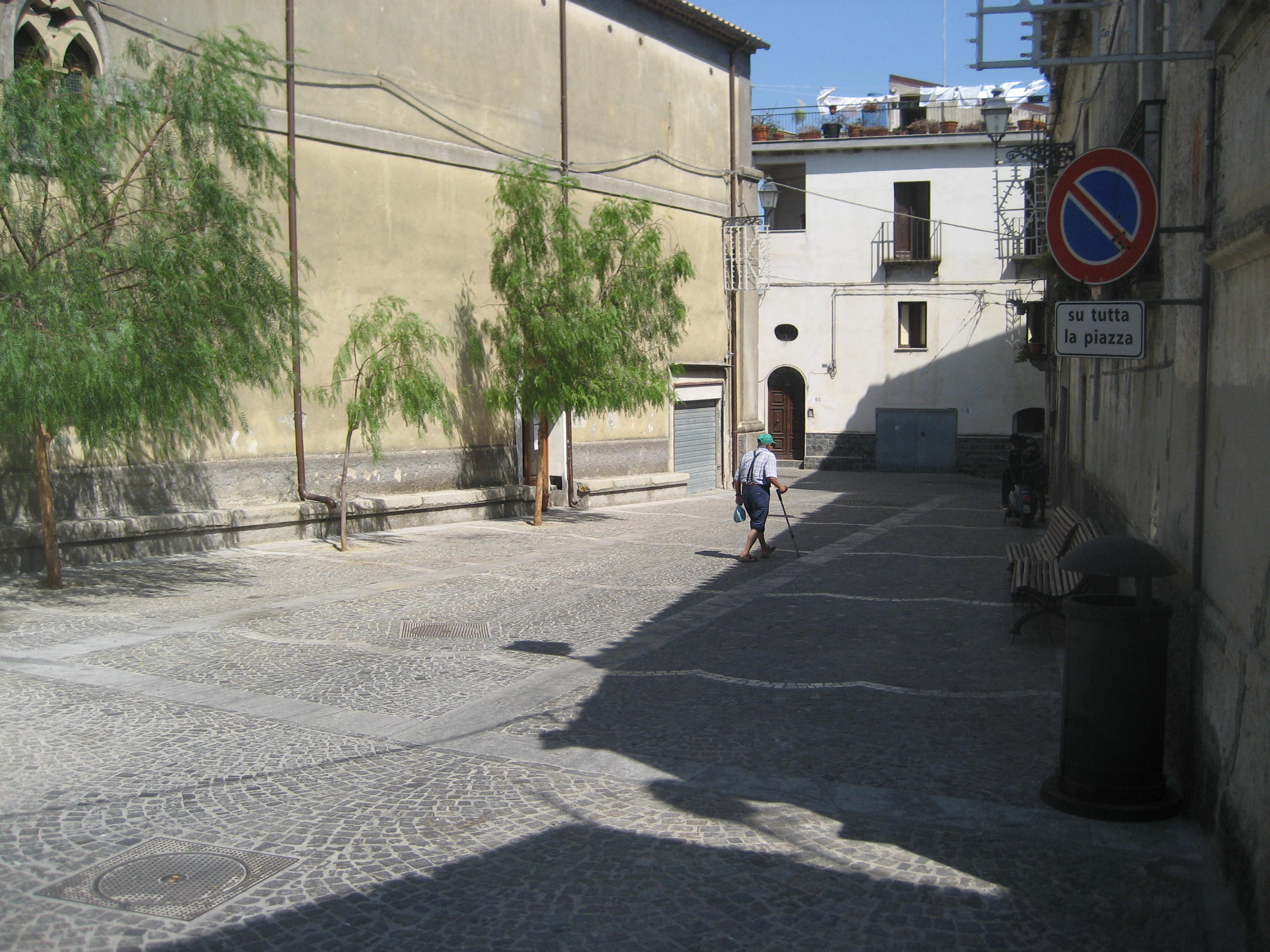
Piazza di Camini

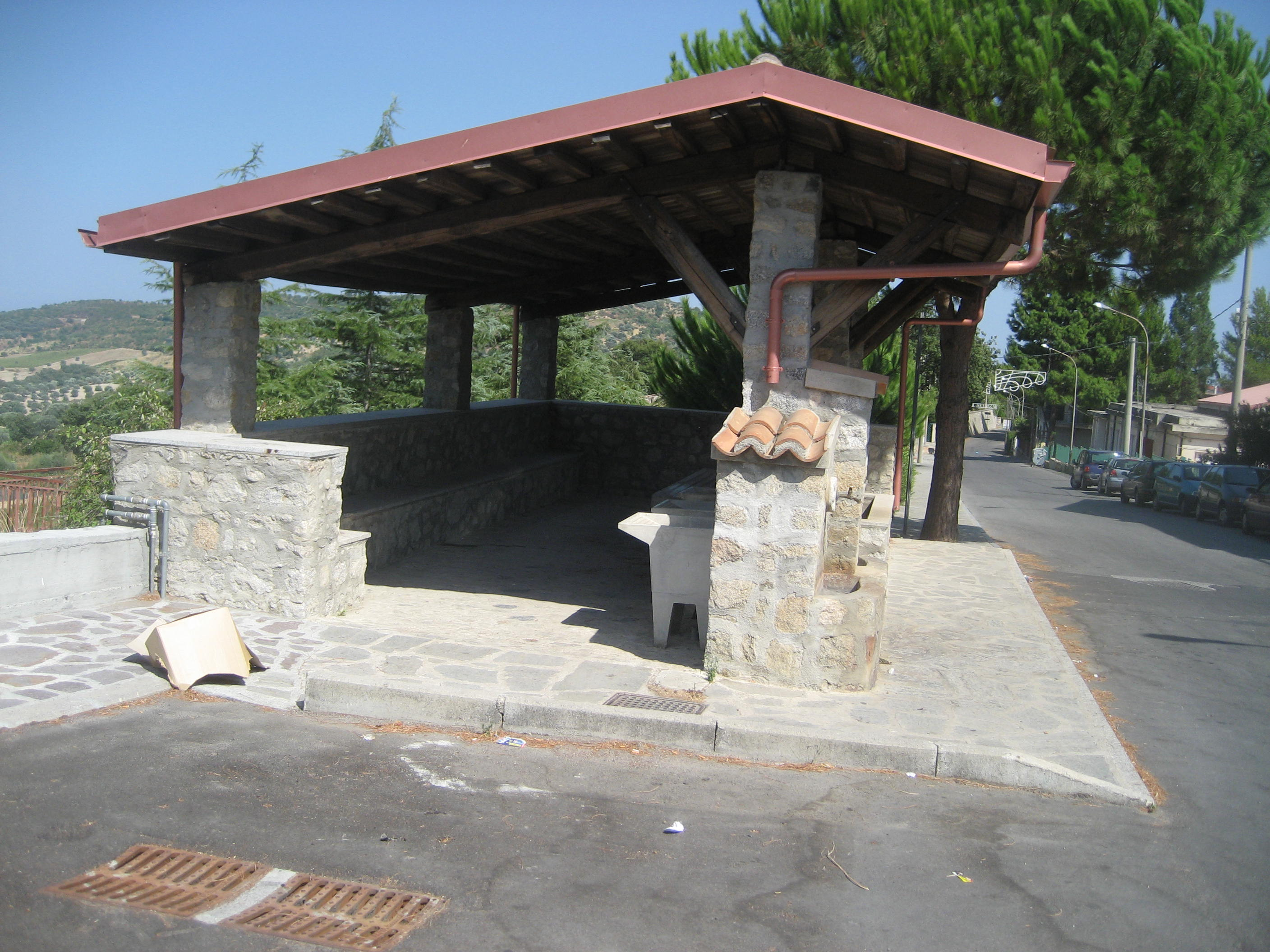
Lavatoio di Camini restaurato

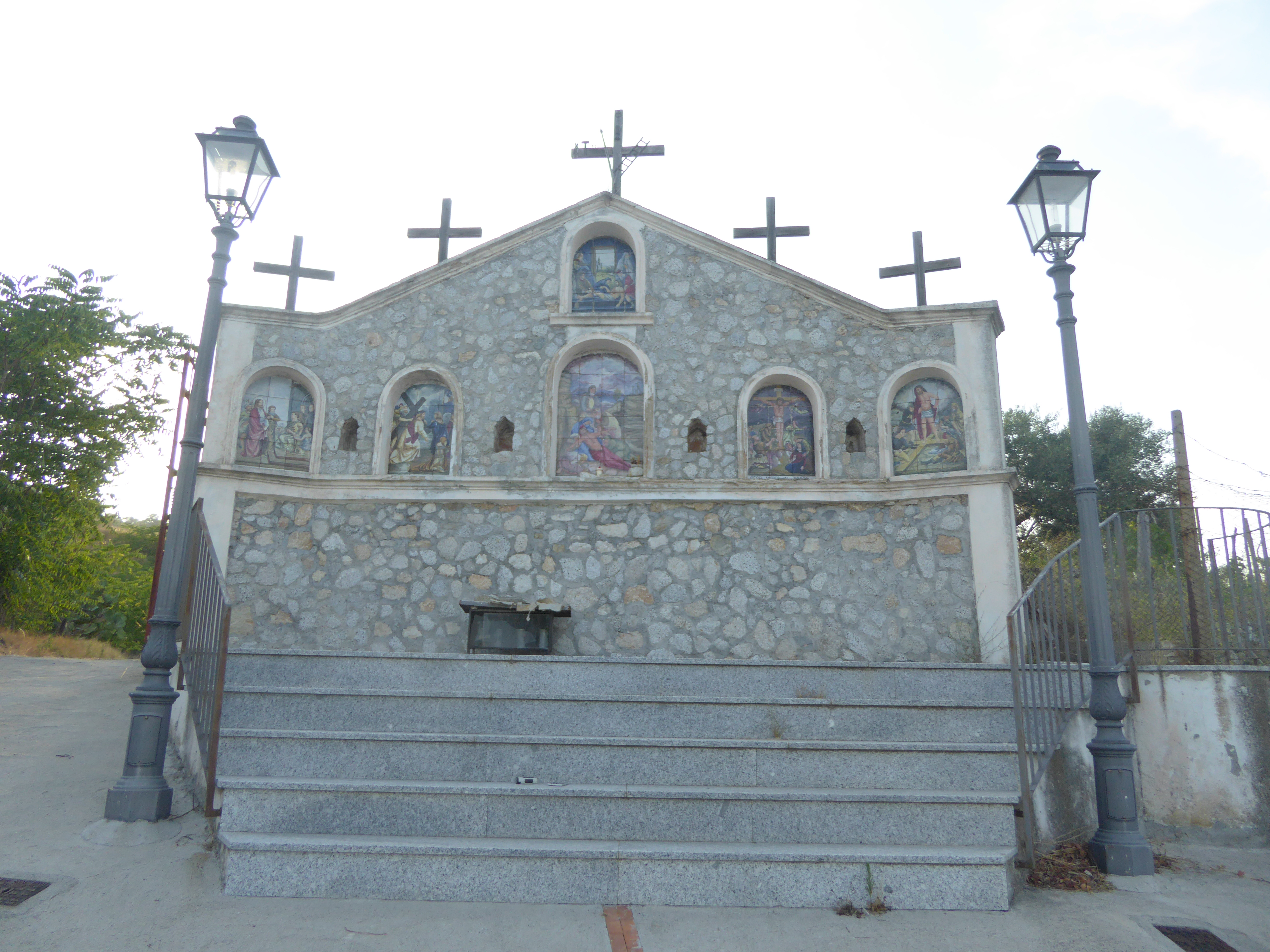
Calvario (2018)

- Chiesa Santa Maria Assunta in Cielo, risalente al XIII secolo, al suo interno si trovano dei bellissimi affreschi.
- Funtana a Susu
- U Cafuni (piazza di ritrovo)

## Società

### Evoluzione demografica
Abitanti censiti

#### Etnie e minoranze etniche
Dal 2011 a Camini è presente una folta comunità di cittadini stranieri, che al 1° gennaio 2023 conta 156 persone, circa il 20,2% della popolazione residente. Le comunità straniere più diffuse sono quelle provenienti dall'Afghanistan e dalla Siria (entrambe col 15,4% di presenze e 75 persone ciascuna), seguite dal Bangladesh (10,26% e 16 persone), dal Marocco (8,97% e 14 persone) e dal Pakistan (7,05% e 11 persone). Altre etnie provengono da: 
- Nigeria, 11
- Libia, 11
- Romania, 10
- Sud Sudan, 6
- Turchia, 5
- Tunisia, 5
- Eritrea, 4
- Germania, 3
- Brasile, 2
- Ghana, 2

## Economia
L'economia di Camini si basa essenzialmente sull'agricoltura, con la produzione di cereali, olive, uva da vino e agrumi. A causa dello spopolamento e dell'emigrazione, tuttavia, il borgo si stava lentamente spegnendo, finché, dal 2011, grazie agli sforzi e all'impegno della Eurocoop Jungi Mundu, ente del Terzo Settore fondato nel 1999 per favorire i soggetti svantaggiati nel mondo lavorativo, la tendenza si inverte: la cooperativa sociale, infatti, prendendo parte al progetto di reinserimento e di integrazione dei rifugiati e dei richiedenti asilo, consente di collocare  piccoli gruppi di immigrati nelle case del paese lasciate abbandonate o sfitte, anziché ammassare una moltitudine di gente in grandi centri di accoglienza come fatto fino ad allora. 
Grazie a questo lento processo di integrazione, non solo si è evitato lo spopolamento del paese, ma sono state impiantate attività economiche e artigianali che hanno dato nuova linfa all'economia caminese: l'Eurocoop Jungi Mundu, infatti, è riuscita  creare laboratori di produzione della ceramica, sartoria, falegnameria e liuteria, oltre a corsi di cucina locale ed etnica, mentre in campo agricolo si è svolto un recupero di terreni abbandonati, con relativa produzione di vino, grano e olio biologici, oltre che a laboratori agroalimentari per produrre cibo a km zero. 
Sviluppato è anche il turismo solidale, per far conoscere la centralità della comunità locale e il suo ruolo nello sviluppo del territorio.     
Nel paese è presente anche la C.J.S.A.R. (Cooperativa Agricola Sviluppo Jonico Reggino), un vivaio di piante officinali, che in particolare si occupa della produzione di origano locale (Origanum Vulgaris subspecie Hirtum). 

## Infrastrutture e trasporti

### Strade
Camini è collegato alla Strada Statale 106 Jonica dalla SP93, una strada provinciale che lo mette in comunicazione anche con i vicini comuni di Riace, Monasterace e Caulonia.

## Amministrazione

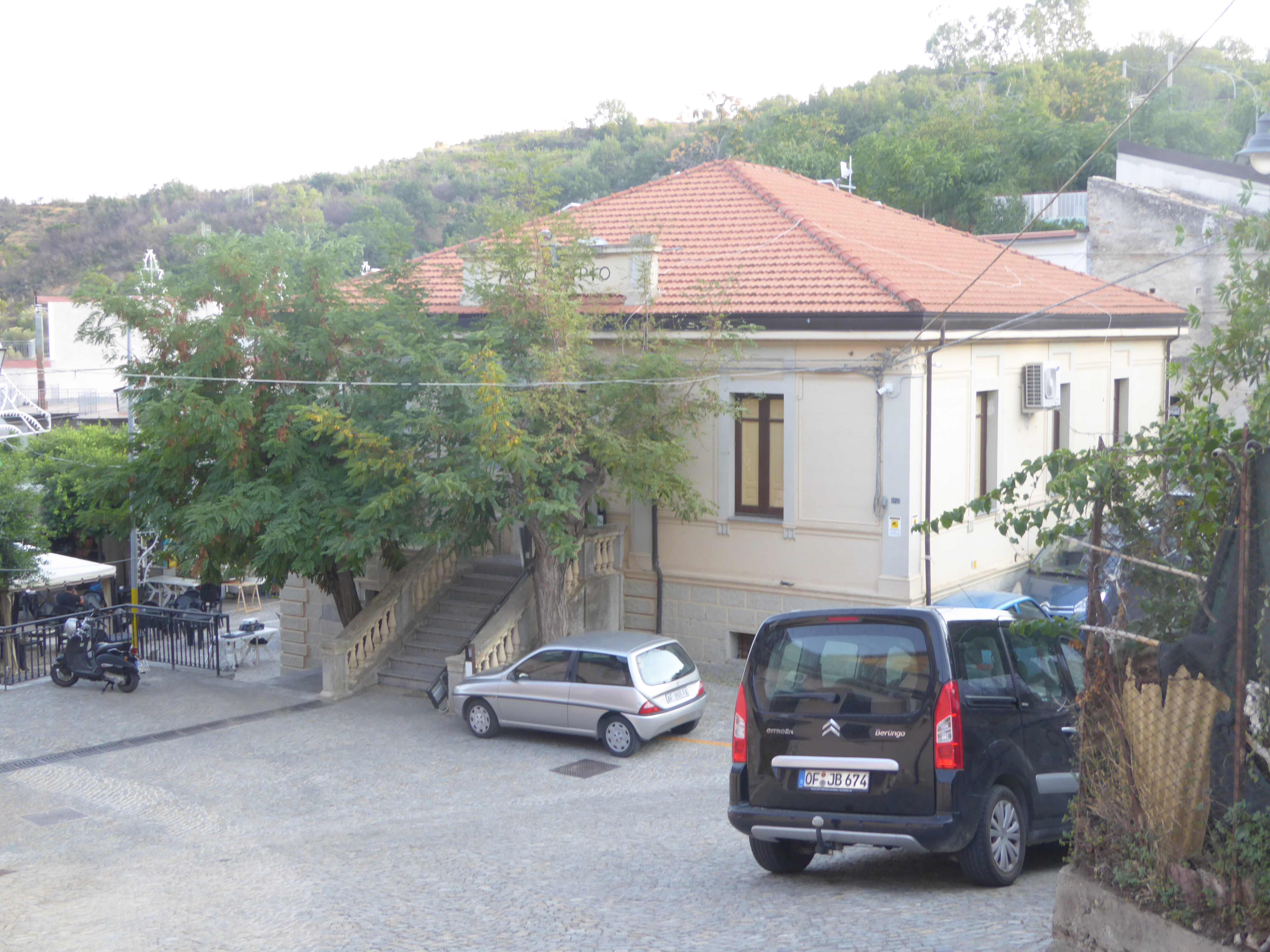
Municipio di Camini (agosto 2018)

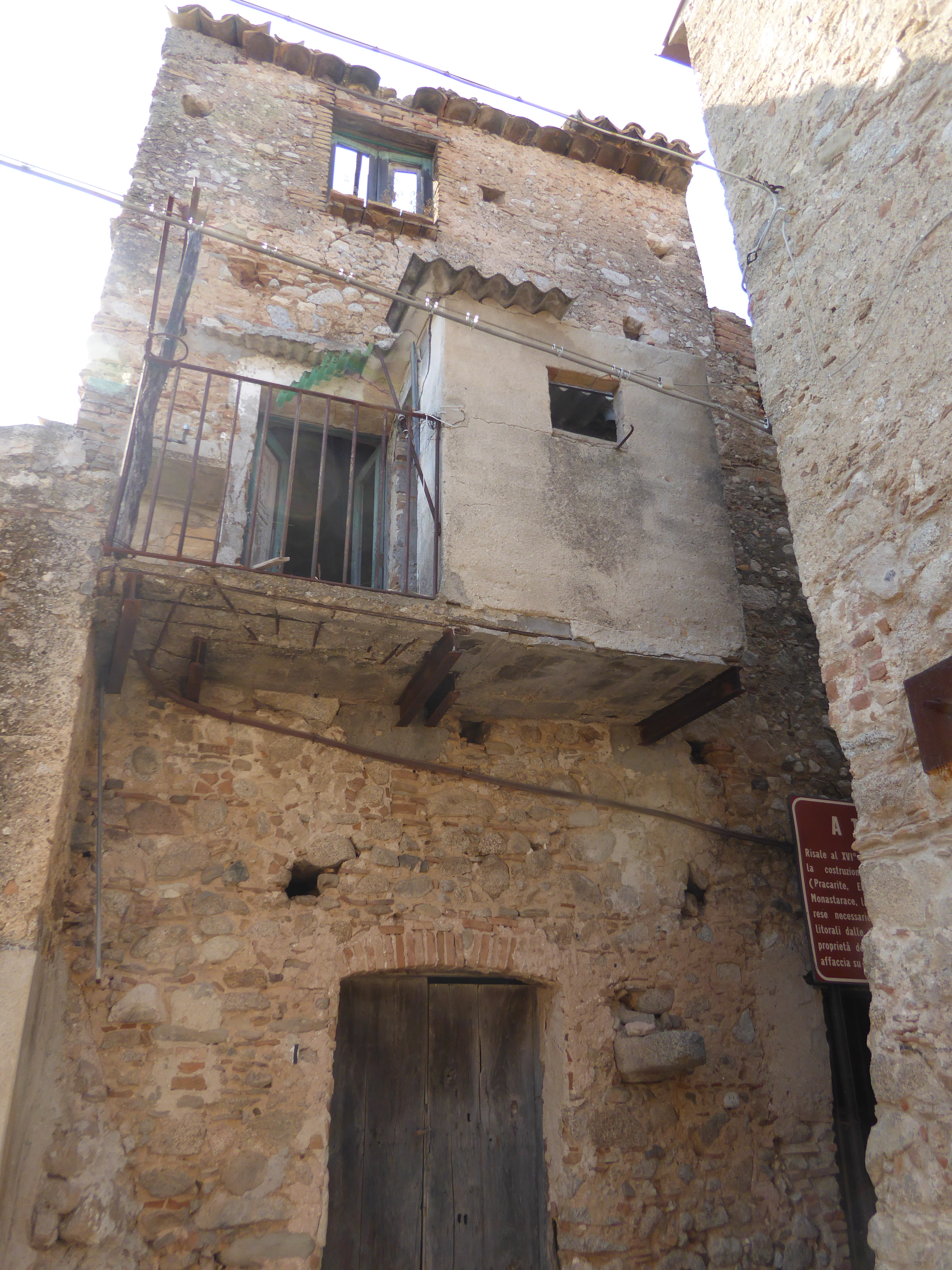
Torre di Camini (agosto 2019)

| Periodo          | Periodo          | Primo cittadino                              | Partito                            | Carica                    | Note                 |
| ---------------- | ---------------- | -------------------------------------------- | ---------------------------------- | ------------------------- | -------------------- |
| 17 ottobre 1985  | 14 novembre 1986 | Gerardo Giovanni Arcadi                      | Democrazia Cristiana               | Sindaco                   | [ 12 ]               |
| 14 novembre 1986 | 29 aprile 1989   | Giuseppe Micelotta                           | Democrazia Cristiana               | Sindaco                   | [ 13 ]               |
| 29 aprile 1989   | 19 maggio 1990   | Vincenzo Ilario Scuteri                      | Democrazia Cristiana               | Sindaco                   | [ 14 ]               |
| 19 maggio 1990   | 10 gennaio 1992  | Giuseppe Romeo                               | Democrazia Cristiana               | Sindaco                   | [ 15 ]               |
| 18 gennaio 1992  | 22 febbraio 1994 | Giuseppe Daqua                               | Partito Democratico della Sinistra | Sindaco                   | [ 16 ]               |
| 22 febbraio 1994 | 16 gennaio 1995  | Gianfranco Ielo                              |                                    | Commissario prefettizio   | [ 17 ]               |
| 16 gennaio 1995  | 28 aprile 1997   | Carmelo Femia Gianfranco Ielo Edmondo Patuto |                                    | Commissari straordinari   | [ 18 ] [ 19 ] [ 20 ] |
| 28 aprile 1997   | 14 maggio 2001   | Silvestro Tassone                            | Lista civica di centro             | Sindaco                   | [ 21 ]               |
| 14 maggio 2001   | 30 maggio 2006   | Silvestro Tassone                            | Lista civica di centro-destra      | Sindaco                   | [ 22 ]               |
| 30 maggio 2006   | 17 maggio 2011   | Anna Micelotta                               | Lista civica                       | Sindaco                   | [ 24 ]               |
| 17 maggio 2011   | 12 novembre 2015 | Francesco De Agostino                        | Lista civica                       | Sindaco                   | [ 26 ] [ 27 ]        |
| 12 novembre 2015 | 30 novembre 2015 | Patrizia Caterina Antonella Adorno           |                                    | Commissario prefettizio   | [ 28 ]               |
| 30 novembre 2015 | 6 giugno 2016    | Patrizia Caterina Antonella Adorno           |                                    | Commissario straordinario | [ 29 ]               |
| 6 giugno 2016    | 5 ottobre 2021   | Giuseppe Alfarano                            | Lista civica                       | Sindaco                   | [ 31 ]               |
| 5 ottobre 2021   | in carica        | Giuseppe Alfarano                            | Lista civica                       | Sindaco                   | [ 32 ]               |